# イエスタデイズ (映画)
『イエスタデイズ』は、2008年に公開された日本映画。原作は、本多孝好の短編集『FINE DAYS』に収録された同名小説。

## キャスト
- 柳田聡史 - 塚本高史／（幼少） - 小松悠太
- 柳田昭彦 - 國村隼、和田聰宏
- 真山澪 - 原田夏希、高橋惠子
- 藤井哲男 - カンニング竹山
- 柳田慎一 - 蟹江一平
- 槙村茜音 - 中別府葵
- 柳田節子 - 風吹ジュン、柳沢なな
- ヒロシ
- 酒井法子

## スタッフ
- 監督 - 窪田崇
- 脚本 - 清水友佳子
- 撮影 - 藤井昌之
- 美術 - 清水剛
- 衣装 - 宮本まさ江
- 照明 - 丸山和志
- 音楽 - 和田貴史
- 主題歌 - 榎本くるみ 「イエスタデイズ〜大切な贈りもの〜」
- 製作委員会メンバー - アドウェイズ・エンタテインメント、ジェネオン エンタテインメント、サンミュージックプロダクション、エスピーオー、フォーライフミュージックエンタテイメント、東京メトロポリタンテレビジョン